# Vela en los XXI Juegos Centroamericanos y del Caribe
Se detallan los resultados de las competiciones deportivas para la especialidad de Vela
en los XXI Juegos Centroamericanos y del Caribe.
El campeón de la especialidad Vela fue  México.

## Medallero
Los resultados del medallero por información de la Organización de los Juegos Mayagüez 2010
fueron:

### Medallero Total
País anfitrión en negrilla. La tabla se encuentra ordenada por la cantidad de medallas de oro.
| Núm.  | País                  | Oro | Plata | Bronce | Total | Orden por Total |
| ----- | --------------------- | --- | ----- | ------ | ----- | --------------- |
| 1     | México                | 3   | 2     | 3      | 8     | 1               |
| 2     | Puerto Rico           | 3   | 2     | 1      | 6     | 2               |
| 3     | Venezuela             | 1   | 3     | 1      | 5     | 3               |
| 4     | Guatemala             | 1   | 0     | 1      | 2     | 4               |
| 5     | República Dominicana  | 0   | 1     | 0      | 1     | 5               |
| 6     | Antillas Neerlandesas | 0   | 0     | 1      | 1     | 5               |
| 6     | Jamaica               | 0   | 0     | 1      | 1     | 5               |
| TOTAL | TOTAL                 | 8   | 8     | 8      | 24    |                 |

Fuente: Organización de los XXI Juegos Centroamericanos y del Caribe

#### Medallero por Género
País anfitrión en negrilla. La tabla se encuentra ordenada por la cantidad de medallas de oro.
| Clasificación por Oro | País                  | Hombres | Hombres | Hombres | Hombres | Mujeres | Mujeres | Mujeres | Mujeres | Mixtos | Mixtos | Mixtos | Mixtos | TOTAL | Clasificación por Total |
| Clasificación por Oro | País                  |         |         |         | Total   |         |         |         | Total   |        |        |        | Total  | TOTAL | Clasificación por Total |
| 1                     | México                | 1       | 0       | 1       | 2       | 2       | 1       | 0       | 3       | 0      | 1      | 2      | 3      | 8     | 1                       |
| 2                     | Puerto Rico           | 0       | 0       | 0       | 0       | 0       | 0       | 0       | 0       | 3      | 2      | 1      | 6      | 6     | 2                       |
| 3                     | Venezuela             | 0       | 1       | 1       | 2       | 0       | 1       | 0       | 1       | 1      | 1      | 0      | 2      | 5     | 3                       |
| 4                     | Guatemala             | 1       | 0       | 0       | 1       | 0       | 0       | 1       | 1       | 0      | 0      | 0      | 0      | 2     | 4                       |
| 5                     | República Dominicana  | 0       | 1       | 0       | 1       | 0       | 0       | 0       | 0       | 0      | 0      | 0      | 0      | 1     | 5                       |
| 6                     | Antillas Neerlandesas | 0       | 0       | 0       | 0       | 0       | 0       | 0       | 0       | 0      | 0      | 1      | 1      | 1     | 5                       |
| 6                     | Jamaica               | 0       | 0       | 0       | 0       | 0       | 0       | 1       | 1       | 0      | 0      | 0      | 0      | 1     | 5                       |
| TOTAL                 | TOTAL                 | 2       | 2       | 2       | 6       | 2       | 2       | 2       | 6       | 4      | 4      | 4      | 12     | 24    |                         |

Fuente: Organización de los XXI Juegos Centroamericanos y del Caribe

## Eventos

### Masculino
| Evento   | Oro                        | Plata         | Bronce         |
| -------- | -------------------------- | ------------- | -------------- |
| Windsurf | David Mier                 | Daniel Flores | Alberto Campos |
| Laser    | Juan Ignacio Maegli Agüero | Raúl Aguayo   | José Ruíz      |

### Femenino
| Evento       | Oro         | Plata          | Bronce        |
| ------------ | ----------- | -------------- | ------------- |
| Windsurf     | Demita Vega | María Campos   | Beverly Gómez |
| Laser Radial | Tania Elías | Daniela Rivera | Andrea Aldana |

### Libre
| Evento       | Oro                     | Plata                                    | Bronce                           |
| ------------ | ----------------------- | ---------------------------------------- | -------------------------------- |
| Sun fish     | Bandera de Venezuela    | Bandera de Venezuela                     | Bandera de Antillas Neerlandesas |
| Snipe        | Raúl Ríos Gabriel Ramos | Jorge Xavier Murrieta Alejandro Murrieta | Marcos Teixidor Ricardo Latimer  |
| Hobie Cat 16 | Bandera de Puerto Rico  | Bandera de Puerto Rico                   | Bandera de México                |
| J-24         | Bandera de Puerto Rico  | Bandera de Puerto Rico                   | Bandera de México                |